# Mizumaki
Mizumaki (jap. 水巻町 Mizumaki-machi) – miasto w Japonii, na wyspie Kiusiu, w prefekturze Fukuoka. Według danych na rok 2020 miejscowość zamieszkiwało 28 114 mieszkańców , a gęstość zaludnienia wyniosła 2553,5 os./km².